# Bistorta
Bistorta là một chi thực vật có hoa thuộc họ Polygonaceae. Tính đến  tháng 2 năm 2019 có 42 loài được công nhận. Chi này đã được tách ra riêng biệt bởi phát sinh chủng loại phân tử. Các loài thuộc chi Bistorta là các loài bản địa khắp Bắc bán cầu, xa về phía nam như Mexico ở Bắc Mỹ và Thái Lan ở châu Á.

## Các loài
Tính đến  tháng 3 năm 2019, Plants of the World Online chấp nhận 42 loài sau.
- Bistorta abukumensis Yonek., Iketsu & H.Ohashi
- Bistorta affinis (D.Don) Greene
- Bistorta albiflora Miyam. & H.Ohba
- Bistorta alopecuroides (Turcz. ex Besser) Kom.
- Bistorta amplexicaulis (D.Don) Greene
- Bistorta attenuata Kom.
- Bistorta attenuatifolia Miyam. & H.Ohba
- Bistorta bistortoides (Pursh) Small
- Bistorta burmanica Yonek. & H.Ohashi
- Bistorta coriacea (Sam.) Yonek. & H.Ohashi
- Bistorta diopetes H.Ohba & S.Akiyama
- Bistorta elliptica (Willd. ex Spreng.) V.V.Petrovsky, D.F.Murray & Elven
- Bistorta emodi (Meisn.) H.Hara
- Bistorta griersonii Yonek. & H.Ohashi
- Bistorta griffithii (Hook.f.) Grierson
- Bistorta hayachinensis (Makino) H.Gross
- Bistorta honanensis (H.W.Kung) Yonek. & H.Ohashi
- Bistorta incana (Nakai) Nakai
- Bistorta jaljalensis H.Ohba & S.Akiyama
- Bistorta krascheninnikovii N.A.Ivanova
- Bistorta longispicata Yonek. & H.Ohashi
- Bistorta ludlowii Yonek. & H.Ohashi
- Bistorta macrophylla (D.Don) Soják
- Bistorta manshuriensis (Petrov ex Kom.) Kom.
- Bistorta milletii H.Lév.
- Bistorta milletioides H.Ohba & S.Akiyama
- Bistorta ochotensis Kom.
- Bistorta officinalis Delarbre
- Bistorta paleacea (Wall. ex Hook.f.) Yonek. & H.Ohashi
- Bistorta perpusilla (Hook.f.) Greene
- Bistorta plumosa (Small) Greene
- Bistorta purpureonervosa (A.J.Li) Yonek. & H.Ohashi
- Bistorta × rhaetica (Brügger) Dostál
- Bistorta rubra Yonek. & H.Ohashi
- Bistorta sherei H.Ohba & S.Akiyama
- Bistorta sinomontana (Sam.) Miyam.
- Bistorta subscaposa (Diels) Petrov
- Bistorta suffulta (Maxim.) Greene ex H.Gross
- Bistorta tenuicaulis (Bisset & S.Moore) Nakai
- Bistorta tenuifolia (H.W.Kung) Miyam. & H.Ohba
- Bistorta tubistipulis Miyam. & H.Ohba
- Bistorta vacciniifolia (Wall. ex Meisn.) Greene
- Bistorta vivipara (L.) Delarbre

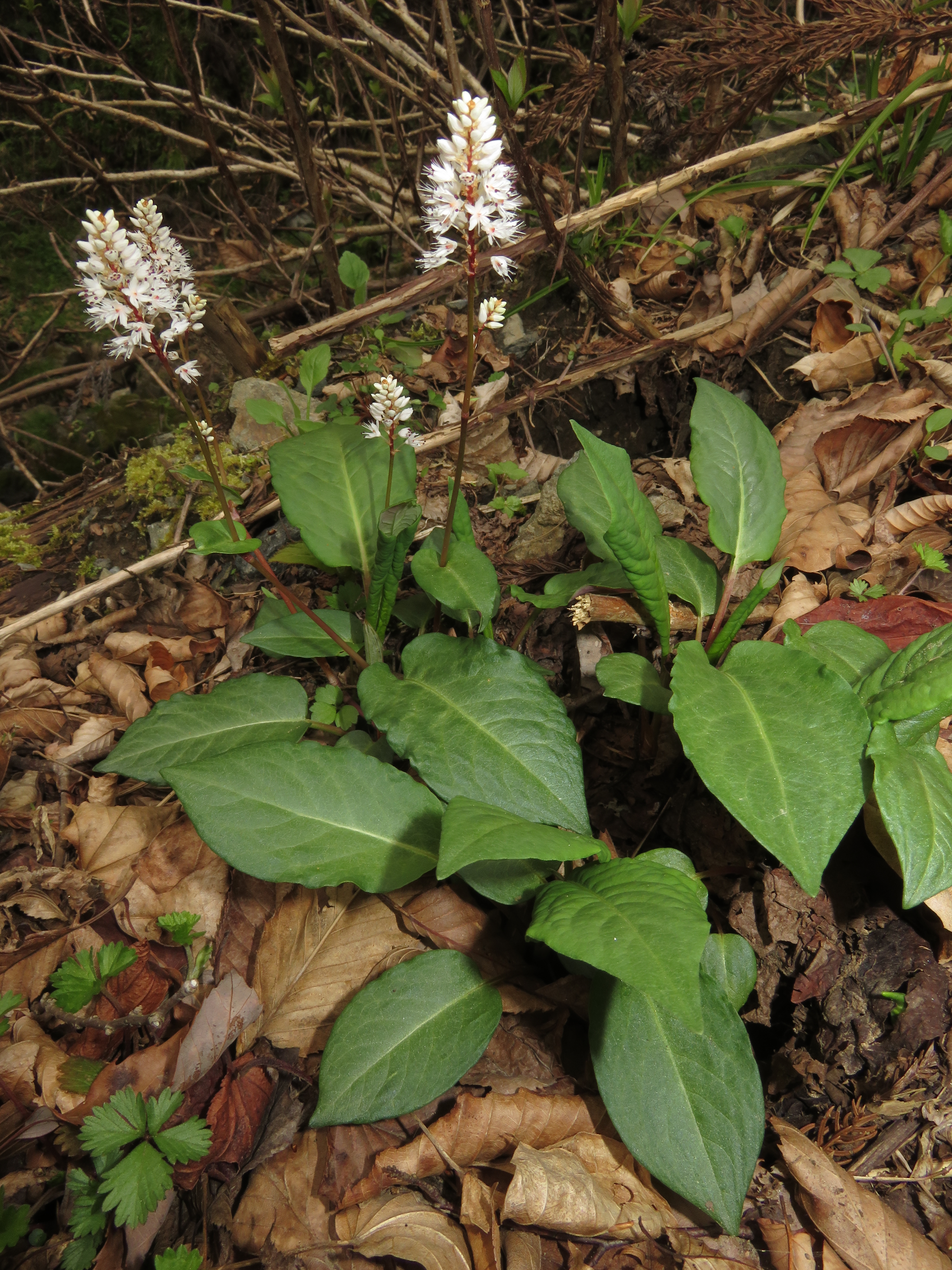
Bistorta abukumensis
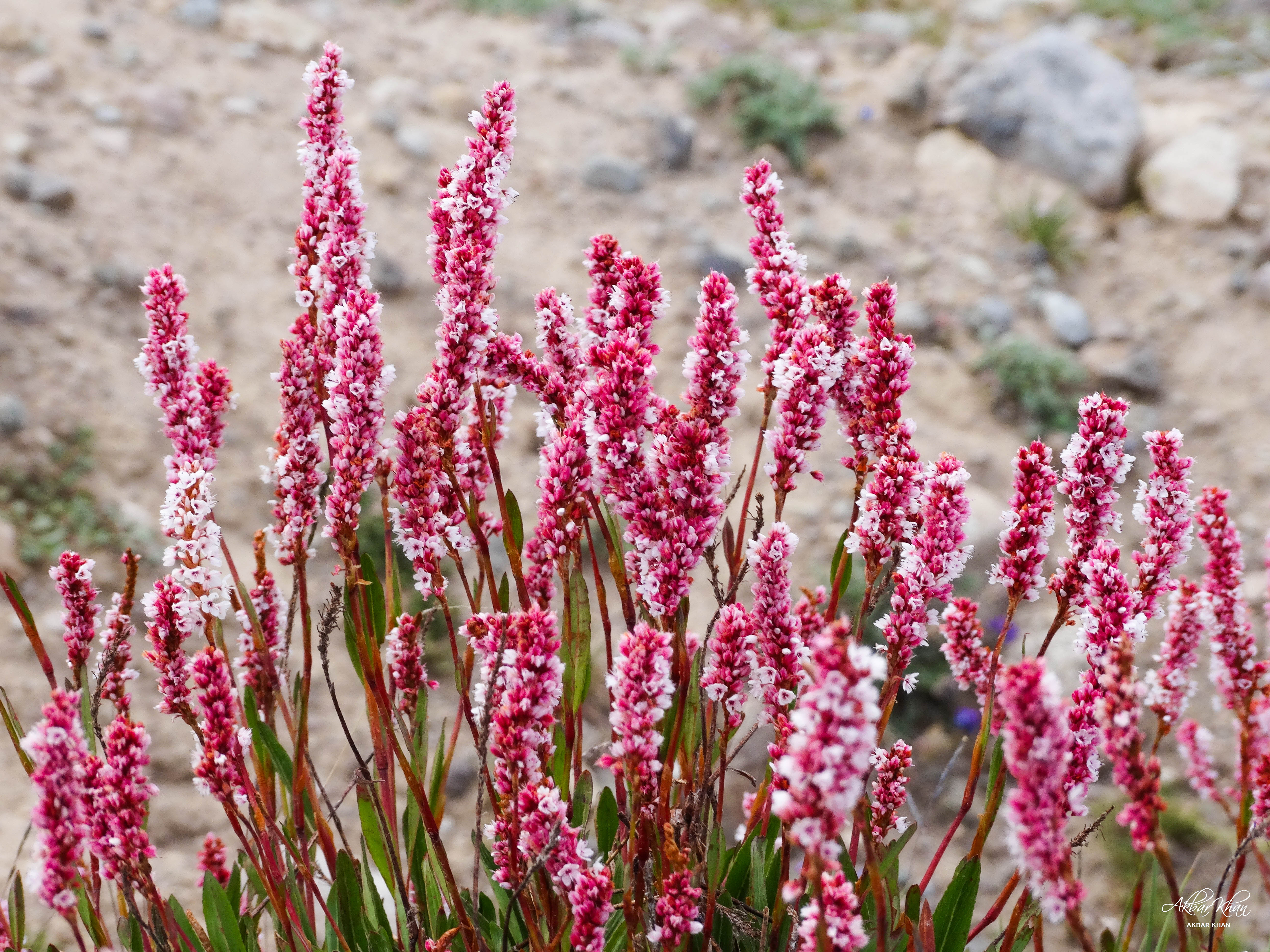
Bistorta affinis
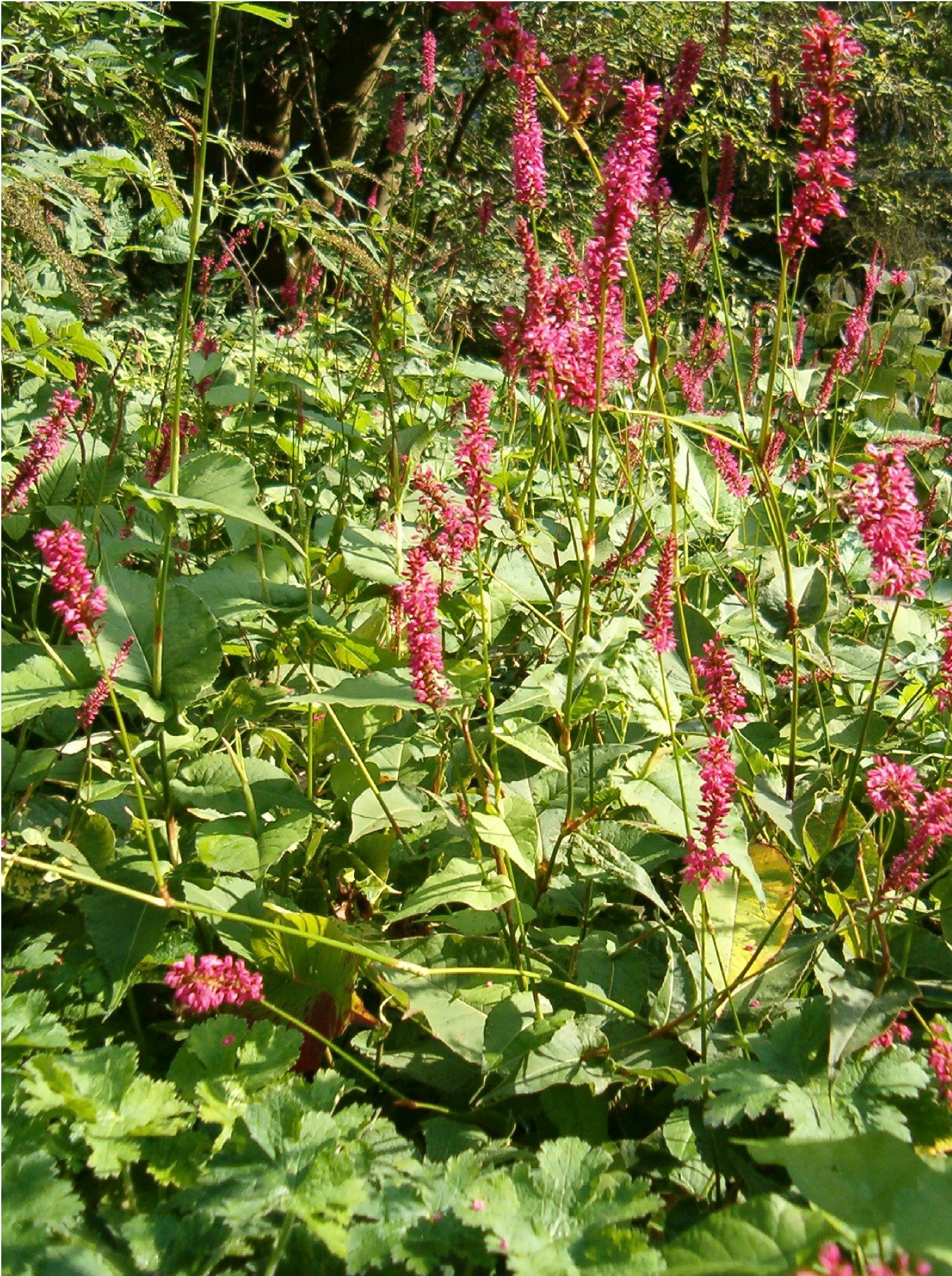
Bistorta amplexicaulis
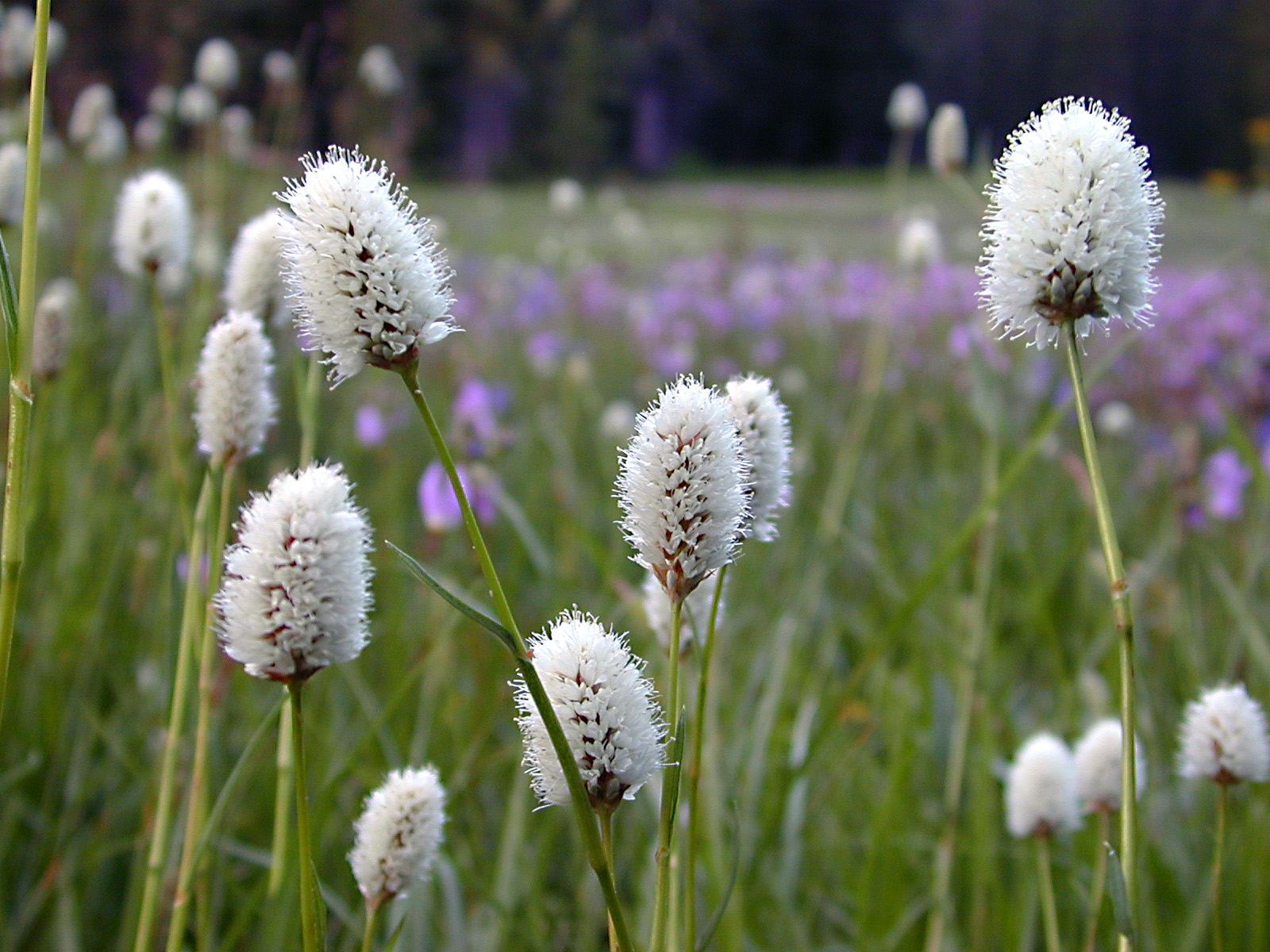
Bistorta bistortoides
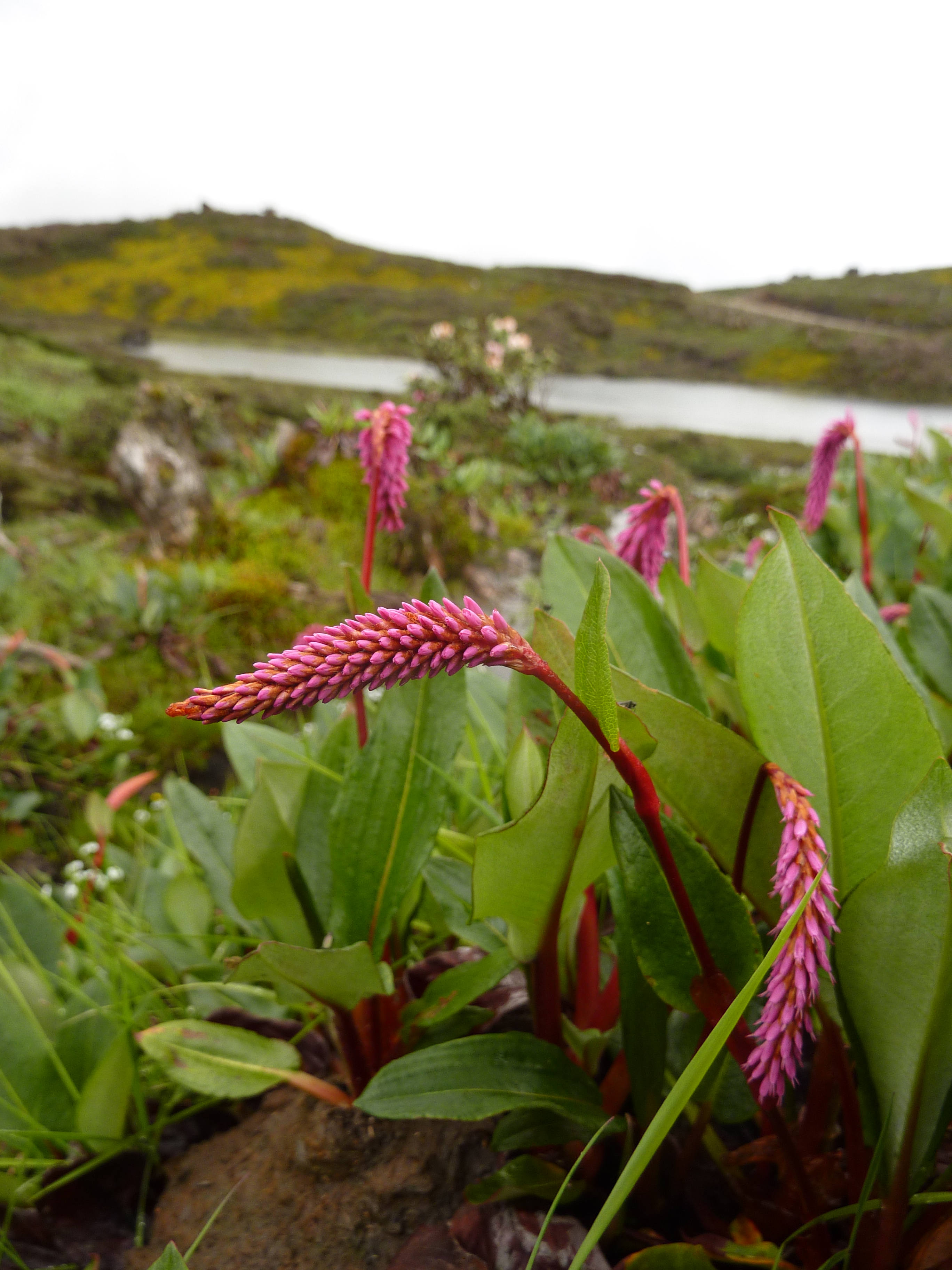
Bistorta macrophylla
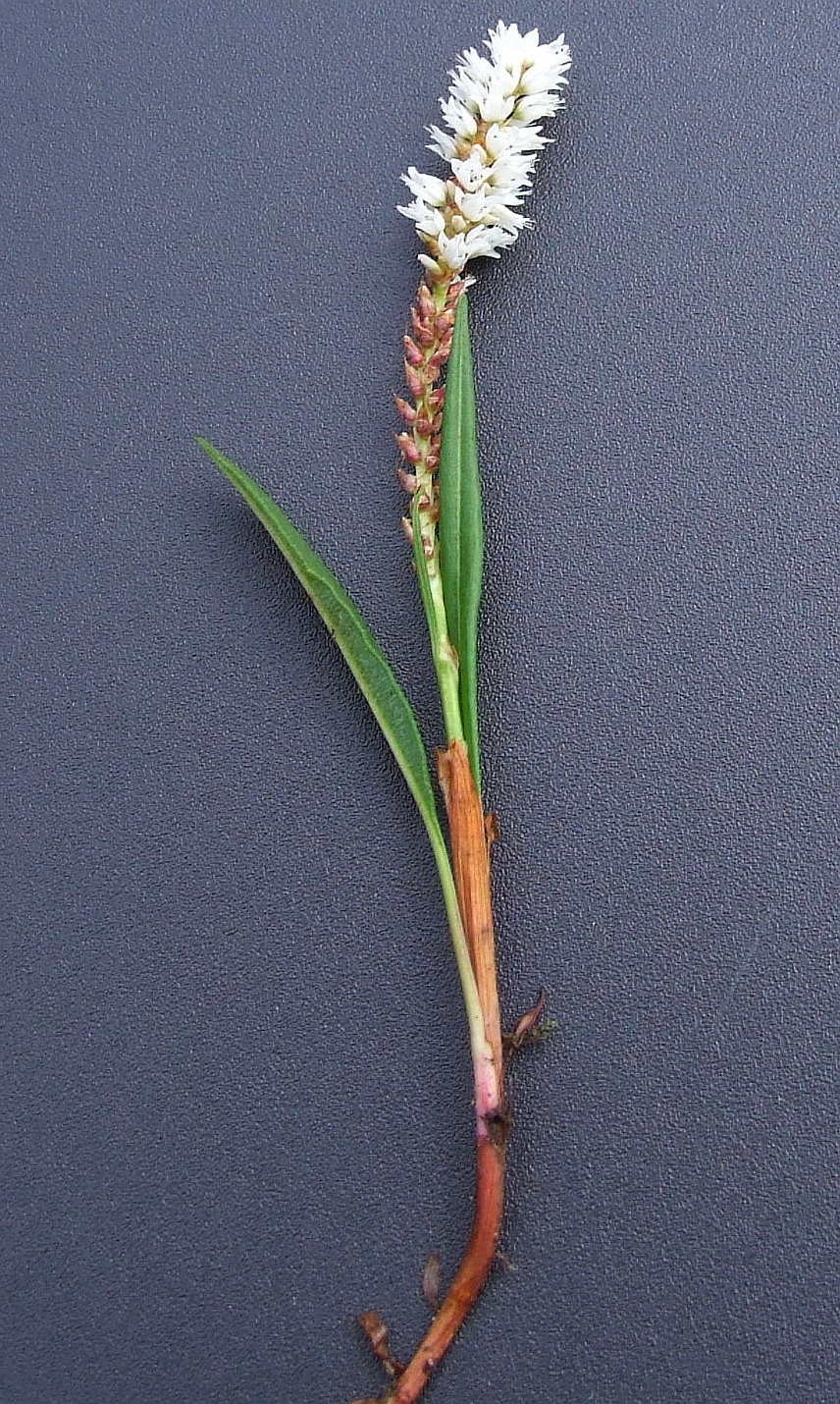
Bistorta vivipara